# Cantone di Saint-Rémy-de-Provence
Il Cantone di Saint-Rémy-de-Provence era una divisione amministrativa dell'arrondissement di Arles.
A seguito della riforma approvata con decreto del 18 febbraio 2014, che ha avuto attuazione dopo le elezioni dipartimentali del 2015, è stato soppresso.

## Composizione
Comprendeva i comuni di:
- Les Baux-de-Provence
- Maillane
- Maussane-les-Alpilles
- Paradou
- Saint-Rémy-de-Provence